# Gamlestadsbron

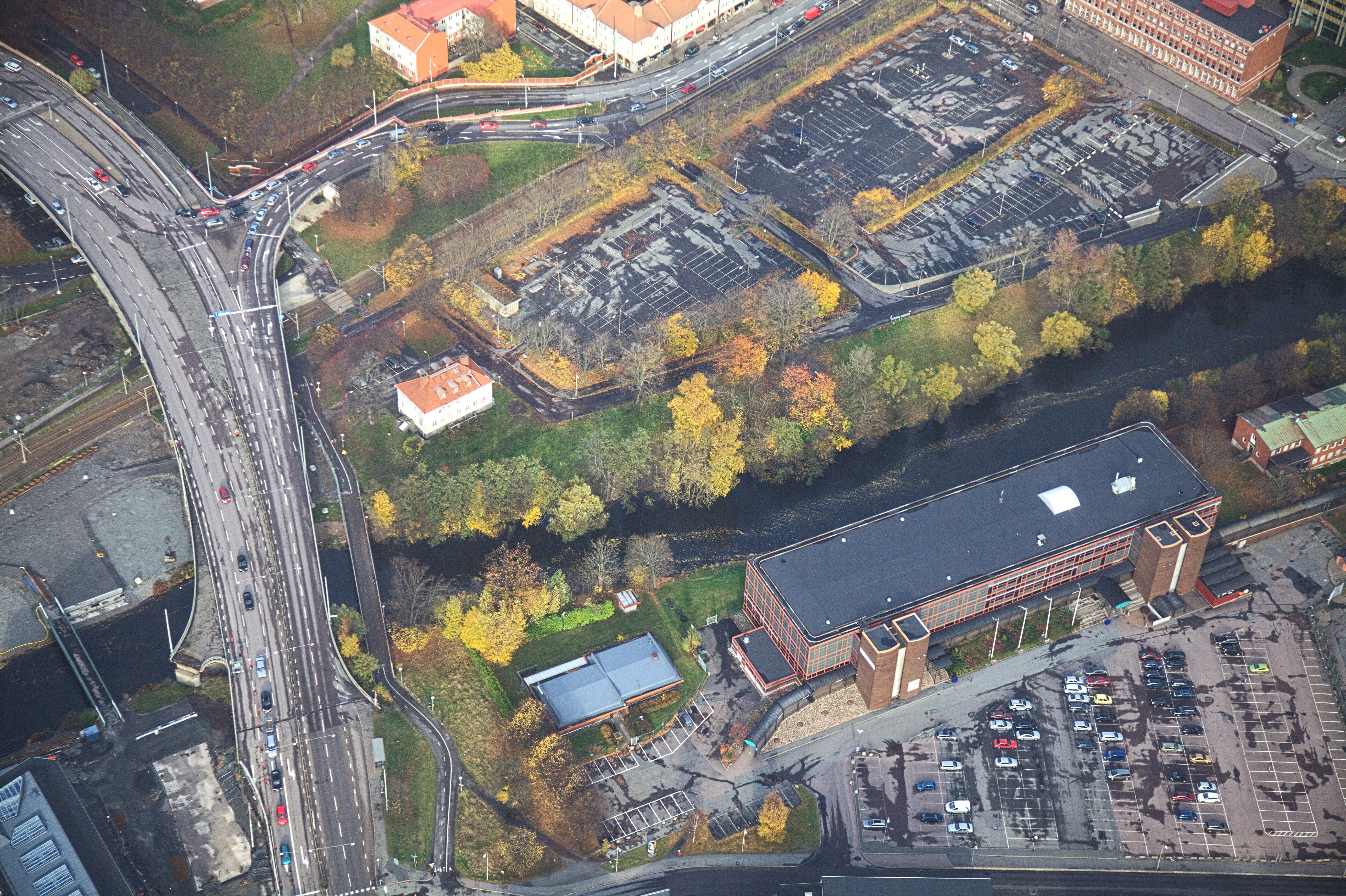
Helikopterbild på gamlestadsbron hösten 2013.

Gamlestadsbron är en cirka 50 meter lång bro för biltrafik över Säveån i Gamlestaden i Göteborg. Den är en förbindelse för Gamlestadsvägen. 
På platsen för Gamlestadsbron har det funnits en broförbindelse över Säveån i mer än 500 år. Staden Nya Lödöse anlades 1473, och här var livlig trafik eftersom även riksvägen mot Norge passerade Nya Lödöse. Det berättas om en bro som för första gången blev uppförd på platsen 1620-1622, där stadsarkitekten i Göteborg Johan Eberhard Carlberg under sommaren 1723 tvingades bygga en helt ny "brygga" (bro) av trä samt stensatt. Denna förstördes dock redan i januari 1724 av en stark flod och av timmer, varför Carlberg gjorde en ny träbro av en annan konstruktion, som även den måste förstärkas 1731. År 1822 blev en ny stenvalvsbro färdig. Bron belades med tullavgift eftersom den blivit så dyr, men hade tjänat ut på 1930-talet. 
Gamlestadsbron breddades 1933-35 och fick spårvagnsspår. Den nuvarande bron med av- och påfarter anlades i början av 1970-talet då även trafiksystemet utmed Gamlestadsvägen förändrades. 